# Ryōsuke Tsuchiya
Ryōsuke Tsuchiya (jap. 土屋良輔; ur. 29 listopada 1994 w Tsumagoi) – japoński łyżwiarz szybki, olimpijczyk z Pjongczangu 2018 i z Pekinu 2022.

## Wyniki

### Igrzyska olimpijskie
| Rok  | Gospodarz  | 5000 m | 10000 m | bieg masowy | bieg drużynowy |
| ---- | ---------- | ------ | ------- | ----------- | -------------- |
| 2018 | Pjongczang | 16     | 10      | 21          | 5              |
| 2022 | Pekin      | —      | 11      | 6           | —              |

### Mistrzostwa świata na dystansach
| Rok  | Gospodarz      | 5000 m | 10000 m | bieg masowy | bieg drużynowy |
| ---- | -------------- | ------ | ------- | ----------- | -------------- |
| 2015 | Heerenveen     | —      | —       | 18          | —              |
| 2016 | Kołomna        | 18     | —       | —           | 7              |
| 2017 | Gangneung      | 15     | 7       | 15          | 5              |
| 2019 | Inzell         | 19     | 11      | —           | 4              |
| 2020 | Salt Lake City | 13     | 5       | 9           | —              |

### Mistrzostwa świata w wieloboju
| Rok  | Gospodarz | wielobój |
| ---- | --------- | -------- |
| 2017 | Hamar     | 18       |
| 2019 | Calgary   | 13       |